# Воронка
Воро́нка — приспособление для переливания жидкостей и пересыпания порошков через узкие приёмные отверстия, фильтрования, а также дозирования различных веществ. Имеет форму полого конуса, сужение которого продолжает трубка. Применяется как в быту, так и в лабораторной практике.

## Простейшая воронка
Воронка — очень древнее приспособление. Когда-то воронки делали из дерева, бересты, обожжённой глины.
В средние века воронки начали делать из стекла, фарфора и металла, из жести, латуни.
С конца XX века широкое распространение получили воронки из различных пластмасс, преимущественно из полиэтилена и полипропилена.
Бытовая воронка может иметь или не иметь бортик, ручку, ножки, разнообразные крепления для удержания на емкости, запирающие приспособления (краны).

## Лабораторные воронки
В лабораторной практике используют несколько видов воронок, их характеристики зависят от того, для чего они предназначены: переливания или дозирования жидкостей, разделения жидкостей разной плотности, фильтрования, в том числе под вакуумом, пересыпания порошков и других целей. Лабораторная посуда изготавливается из материалов, стойких к воздействию химических веществ (по преимуществу из специального химического стекла).
Наиболее распространены следующие воронки:
Стеклянные воронки для фильтрования жидкостей через складчатые фильтры — имеют гладкие стенки и угол при вершине в 45°.
Стеклянные воронки для фильтрования жидкостей через гладкие фильтры — также с гладкими стенками, но с углом при вершине в 60°. Поскольку фильтр плотно прилегает к стенкам такой воронки, фильтрование идет значительно лучше, но медленнее, чем через складчатые фильтры.
Стеклянные воронки с углом при вершине в 60° и ребристыми стенками — устраняют указанный выше недостаток и ускоряют фильтрование.
Воронка Гвигнера с углом при вершине в 60° и капилляром в трубке также используют для ускоренного фильтрования. Жидкость, проходящая через капилляр трубки, высасывает жидкость из верхней части воронки.
Воронка Аллена используется для фильтрования летучих жидкостей (или взаимодействующих с воздухом), в этой воронке фильтрование идет в замкнутом пространстве.
Воронка Гирша используется для собирания, промывания и отсасывания осадков.
Воронка Бюхнера предназначена для фильтрования под вакуумом, традиционно выполняется из фарфора, реже — из металла или пластмасс. Верхняя часть воронки, в которую наливают жидкость, пористой или перфорированной перегородкой отделена от нижней части, к которой подведён вакуум. На перегородку может быть наложен съёмный слой фильтрующего материала — фильтровальная бумага, вата, трековый фильтр и т. п. материал.
Воронка Шотта — стеклянная воронка с несъёмным фильтром из спаянной стеклянной крошки. Поры разделительной пластинки позволяют проводить фильтрование без дополнительных бумажных фильтров. Это приспособление также используется преимущественно для фильтрования под вакуумом.
Делительная воронка предназначена для разделения несмешивающихся жидкостей благодаря различию их плотности. Это сосуд, обычно стеклянный, имеющий в нижней части трубку с краном для спуска более тяжёлых жидкостей.
Выпускаются также капельные воронки, воронки для порошков с широкой трубкой, предохранительные воронки, и другие.

### Водосточная воронка
Элемент водосточной системы, конструктивная деталь в виде конического раструба, устанавливаемая на верхнем конце водосточной трубы.
Предназначена для сбора дождевой и талой воды перед её поступлением в водосточный стояк.
Водосточная воронка должна быть изготовлена из кислотостойкой (нержавеющей) стали AISI 316, не подвержена коррозии и устойчива к воздействию ультрафиолета. Водосточные воронки из кислотостойкой (нержавеющей) стали можно применять в широком диапазоне температур от −50 °C до +100 °C.